# Peringia mabilli
Peringia mabilli is een slakkensoort uit de familie van de Hydrobiidae. De wetenschappelijke naam van de soort is voor het eerst geldig gepubliceerd in 1876 door Jules René Bourguignat.